# Tliustenjabl
Tliustenjabl (en ruso: Тлюстенха́бль, en adigué: Лъэустэнхьабл) es un asentamiento de tipo urbano y aúl del raión de Teuchezh de la república de Adiguesia, en Rusia. Está situado en la orilla izquierda del río Kubán, 25 km al noroeste de Ponezhukái, 114 km al noroeste de Maikop, la capital de la república y enfrente de Krasnodar, la capital del vecino krai.
En la localidad se encuentra la presa del embalse de Krasnodar. Tenía una población de 5 403 habitantes en 2010.
Es centro administrativo del municipio homónimo, al que pertenecen asimismo Tugurgoi y Chetuk-2.

## Historia
Tliustenjabl fue fundado en 1840, como residencia de unos príncipes de la subetnia adigué bzhedug. La cercanía del aúl a Krasnodar (antes Ekaterinodar), hacía que estos príncipes estuvieran bajo la guardia de los cosacos de Kubán. Adquirió el estatus de asentamiento de tipo urbano desde 1973. Tras la construcción del embalse de Krasnodar, se realojó en Tliustenjabl (así como en Adygueisk) a parte de la población de las localidades sumergidas en su llenado.

## Demografía

### Evolución demográfica
| 1989  | 2002  | 2010  |
| ----- | ----- | ----- |
| 3.869 | 4.961 | 5 403 |

### Nacionalidades
De los 4 961 habitantes con que contaba en 2002, el 75.7 era de etnia rusa, el 15.2 % era de etnia adigué, el 2.1 era de etnia ucraniana y el 2 % era de etnia armenia.

## Economía
La mayoría de los residentes en Tliustenjabl tiene su trabajo en Krasnodar. En el territorio de la localidad se fabrican materiales de la construcción.

## Personalidades
- Sultan Han-Giray (1808-1842), etnógrafo y folclorista adigué.
- Grigori Koshakov (*1919), militar soviético ruso. Condecorado con la Orden de la Gloria.